# Гроте Санто Стефано (Витербо)
Гроте Санто Стефано је насеље у Италији у округу Витербо, региону Лацио.
Према процени из 2011. у насељу је живело 2802 становника. Насеље се налази на надморској висини од 292 м.